# فرودگاه بلوفیلدز
فرودگاه بلوفیلدز (به انگلیسی: Bluefields Airport) یک فرودگاه نظامی و همگانی با کد یاتا BEF است که یک باند فرود آسفالت دارد و طول باند آن ۲۰۱۹ متر است. این فرودگاه در کشور نیکاراگوئه قرار دارد .

## شرکت‌های هواپیمایی و مقصدهای پروازی
| شرکت‌های هواپیمایی  | مقصدهای پروازی                                |
| ------------------ | --------------------------------------------- |
| اویانکا نیکاراگوئه | کرن آیلند، اوگوستو سزار ساندینو، پورتو کابزاس |
| ناتوره ایر         | چارتر: توبیاس بولانیاش                        |